# 中国科学院空间科学研究院
中国科学院空间科学研究院是由中国科学院国家空间科学中心、空间应用工程与技术中心、国家天文台三个成员单位共同筹建的创新研究院。该院主要承担统筹与实施中国科学院在空间科学、载人航天、空间天文学等领域的项目任务。目前承担的任务是：空间科学先导专项（国家空间科学中心主导）、载人航天工程（空间应用工程与技术中心主导）和月球与深空探测工程（国家天文台主导）等。